# Vasilopita
Vasilopita (griechisch Βασιλόπιτα Vasilópita) ist ein griechisches Gebäck. Es wird traditionell zu Neujahr gebacken und ist eine Variante des Neujahrsgebäcks, das es auch in anderen Ländern gibt.

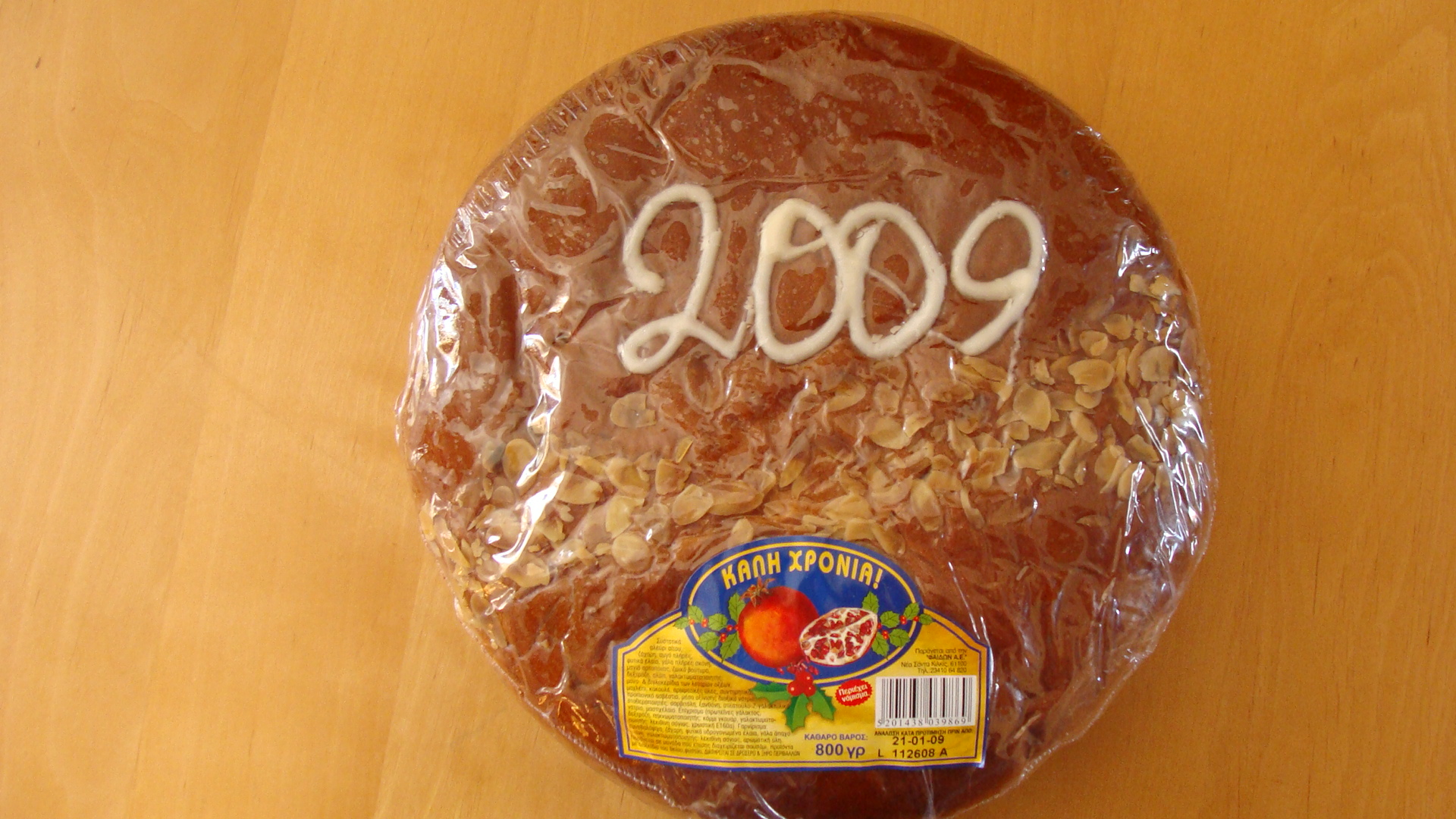
Beispiel einer Vasilópita.

## Beschreibung

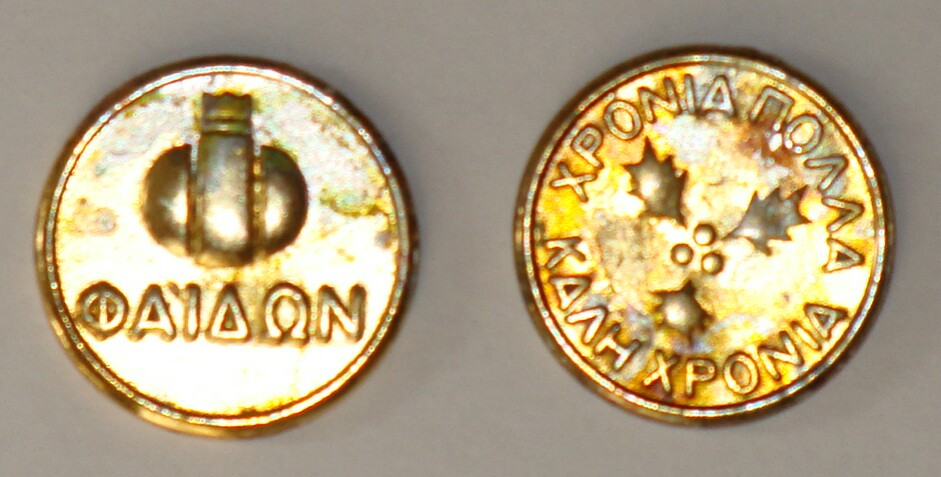
Die in der Vasilópita versteckte „Münze“.

Bei der Vasilópita handelt es sich um ein Hefe- oder Mürbeteiggebäck, in dem eine Münze oder ein einer Münze ähnlich sehendes Metallblättchen versteckt ist, auf dem ein Neujahrswunsch steht. Typischerweise wird die Vasilópita mit der Jahreszahl verziert.

## Brauch
Während es früher üblich war, die Vasilópita selbst zu backen, wird sie in der heutigen Zeit meistens in einer Bäckerei gekauft und vor dem Verzehr von einem Priester geweiht.
Die Vasilópita wird am Neujahrstag um Mitternacht angeschnitten und nach einer festen Reihenfolge angeschnitten, bei der die ersten vier Stücke  symbolisch für Jesus Christus, Maria,  den Heiligen Basilius und das Haus vergeben werden. Danach folgen die Familienmitglieder. Das Familienmitglied, das die in der Vasilópita versteckte Münze findet soll dem Brauch zufolge im neuen Jahr Glück haben.